# Tammany Hall

„Wigwam“ der New Yorker Society of Tammany 1798–1812

„Wigwam“ der New Yorker Society of Tammany 1812–1868

Mitgliedszertifikat der Tammany Society von 1812

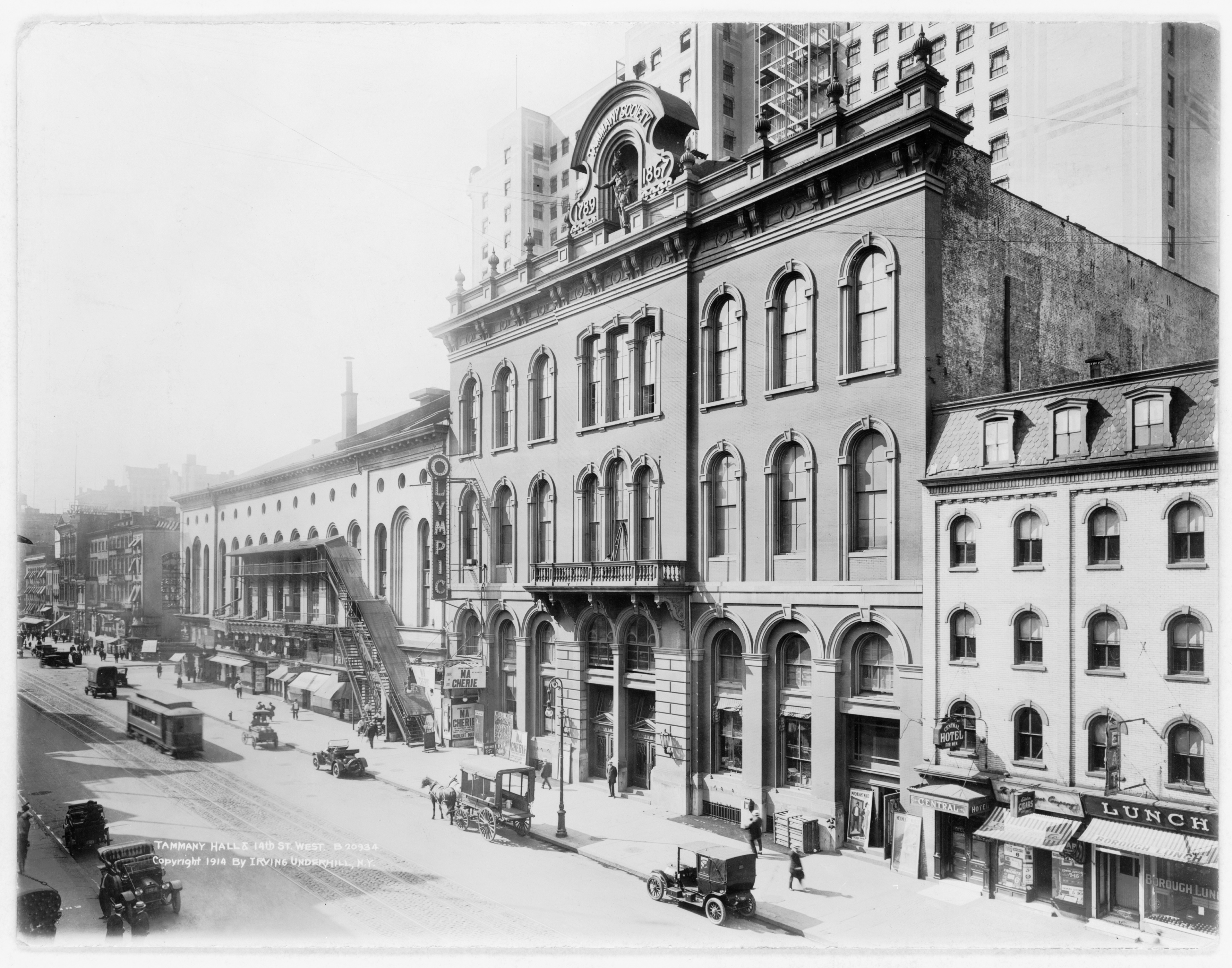
Tammany Hall in der West 14th Street, New York City

Tammany Hall war eine politische Seilschaft in New York, die 1786 als Tammany Society gegründet wurde. Der Name leitet sich von ihrem Tagungsort ab, der Tammany Hall. Sie war die Organisation der Demokratischen Partei in New York City und kontrollierte über Jahrzehnte hinweg die Politik in der Stadt. Tammany gab den Immigranten und den Unterschichten in der Stadt eine Stimme, doch zugleich nutzte die Organisation diese Gruppen mit erheblicher Skrupellosigkeit aus, um ihre eigenen politischen Ziele durchzusetzen. Insbesondere in der zweiten Hälfte des 19. Jahrhunderts wurde Tammany Hall berüchtigt wegen der Skandale und des Missbrauchs städtischer Ressourcen und Posten als Versorgungsmittel für die Klientel der Partei und zur Gewinnung finanzieller Unterstützung. Bis heute gilt Tammany Hall als Synonym für korrupte Parteipolitik (Parteimaschinen) insbesondere in Großstädten.

## Etymologie
Der Name leitet sich von der Geschäftsstelle der Demokratischen Partei in New York City her, wobei Tamanend (auch Tammany genannt) auf einen Häuptling der Lenni Lenape und Freund von William Penn, Gründer von Pennsylvania, zurückgeht.

## Geschichte

### Gründung
Eine Tammany Society in Philadelphia war bereits 1772 gegründet worden; sie stand für uneingeschränkten Handel, uneingeschränkten Föderalismus und Unabhängigkeit von einer Zentralregierung.
Als George Washington mit der ersten Präsidentschaftswahl in den Vereinigten Staaten von 1789 erster US-Präsident wurde, gründete William Mooney am 12. Mai in New York City die Society of St. Tammany; der Versammlungsort nannte sich Tammany Hall. William Mooneys Name taucht als Grand Sachem of the Tammany Society 1789 das erste Mal auf und danach hielt er wichtige Positionen für die nachfolgenden 30 Jahre als Grand Sachem, Sachem oder Vorsitzender von wichtigen Komitees. Nach dem Friedensvertrag von 1783 kam John Pintard aus New Jersey nach New York, von dem gesagt wird, dass er die Statuten von jeder wichtigen Gesellschaft geschrieben hat, sowie die erste Verfassung der New Yorker Tammany Society. Die Ziele der Gesellschaft sind kurz in dem zweiten Absatz der Öffentlichen Verfassung wie folgt genannt:

“It shall connect in the indissoluble Bonds of patriotic Friendship, American Brethren, of known attachment to the political Rights of human Nature, and the Liberties of this country.”

Deutsche Übersetzung

„Es soll die unauflöslichen Bande patriotischer Freundschaft zwischen den amerikanischen Brüdern knüpfen, die sich für die politischen Rechte der menschlichen Natur und die Freiheiten dieses Landes einsetzen.“

Die Gesellschaft verstand sich von Anfang als parteipolitische Institution und begründete 1811 die Tammany Hall Party.

„Von Anfang an ist der Tammany-Hall Partei jedes Mittel recht, um bei Wahlen zu betrügen oder eigene Leute in lukrative Ämter zu hieven. Den Druck moderner Massenbeeinflussung durch Propaganda gibt es damals noch nicht.“

Die Tammany Hall stand für Klientelismus und Korruption. Ab 1817 begann in den USA eine Reihe von Skandalen: so verschwand z. B. Ruggles Hubart, eigentlich Sheriff von New York, mit 68.000 US-Dollar. Robert Swartwout konnte im Präsidium der Tammany Society bleiben, obwohl er 68.000 US-Dollar unterschlagen hatte.

### William Tweed

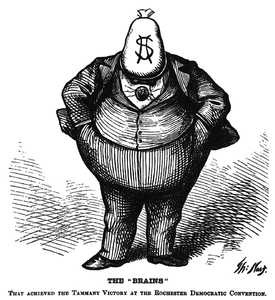
William Tweed in einer Karikatur von Thomas Nast:.

Insbesondere William Tweed bekannte sich offen zu seinen illegalen Aktivitäten. 1852 war Tweed als Demokrat zum Stadtrat gewählt worden, 1853 wurde er für diese Partei Abgeordneter im Repräsentantenhaus der Vereinigten Staaten. 1857 wurde Tweed sachem (Sektionschef) der St. Tammany Society, 1863 grand sachem (Anführer) und damit zugleich Vorsitzender der Demokratischen Partei in New York. In dieser Position war Tweed die bestimmende Persönlichkeit der New Yorker Politik und wurde 1868 Staatssenator.
In den Jahren seiner politischen Karriere häufte Tweed ein Vermögen in Höhe eines zweistelligen Millionenbetrags an. Unter seiner Führerschaft flossen der St. Tammany Society zusätzlich 200 Millionen US-Dollar aus öffentlichen Kassen zu. Dies geschah unter anderem, indem er Kontrollkommissionen einsetzte, die Bauvorhaben zu genehmigen hatten. So kostete 1858 der Bau des New Yorker County Court House, der zuerst auf 250.000 US-Dollar veranschlagt worden war, die Stadt zuletzt mehr als 12 Millionen US-Dollar. Die Summe kam großteils der Tammany Society zugute, deren Mitglieder zudem die am Bau beteiligten Firmen kontrollierten.
Zusätzlich bediente sich Tweed eines breiten Spektrums unlauterer Mittel, um die Macht behalten und sich weiter bereichern zu können. Gegen Bestechungsgelder erhielten Immigranten illegal Bleiberechte. Ferner wurden Beamte und Mandatsträger eingeschüchtert oder ihrerseits bestochen. Zudem kam es in New York zu Wahlfälschungen, die auf Tweed selbst zurückgingen. Indirekt kontrollierte Tweed auch die Presse, indem er die Zeitungen durch die Vergabe von gut dotierten Inseratenaufträgen der Kommune oder von Mitgliedern der Society gefügig machte.
Tweed wurde wesentlich durch den bekannten Karikaturisten Thomas Nast gestürzt, der in der Zeitschrift Harper’s Weekly publizierte und in seinen Zeichnungen das System der Korruption und politischen Willkür um Tweed anprangerte.
Nach seiner Wahl zum Präsidenten ernannte Ulysses S. Grant  1869 Edwards Pierrepont zum Bundesstaatsanwalt für den südlichen Bezirk von New York. Pierrepoint übte dieses Amt bis 1870 aus und ging danach als Mitglied des so genannten Committee of Seventy gegen die Korruption in New York um den Tammany-Hall-Vorsitzenden William Tweed vor. 1873 lehnte er das Angebot des Präsidenten ab, als Gesandter nach Russland zu gehen, da aus seiner Sicht der Kampf gegen die Korruption noch nicht abgeschlossen war. Erst 1874 wurde Tweed wegen der massiven Korruption zu zwölf Jahren Haft verurteilt.

### Michael Tuomey
In Zusammenhang mit dem Swill milk scandal gelang es dem im Umfeld der Tammany Hall großgewordenen Alderman Michael Tuomey (alias „Butcher Mike“) jedwede weitergehende Untersuchung zu verhindern. Es handelte sich um einen Lebensmittelskandal um Milch von Kühen, die im Umfeld der irisch dominierten Schnapsbrennereien unter entsetzlichen hygienischen Bedingungen gehalten und mit Maischeresten mehr schlecht als recht ernährt wurden. Die so erhaltene Milch wurde zusätzlich gepanscht und unter anderem mit Stärke und verdorbenen Eiern versetzt, sie diente vor allem der Unterschicht als Babynahrung und wurde mit für eine grassierende Kindersterblichkeit verantwortlich gemacht.

### Parteimaschinen

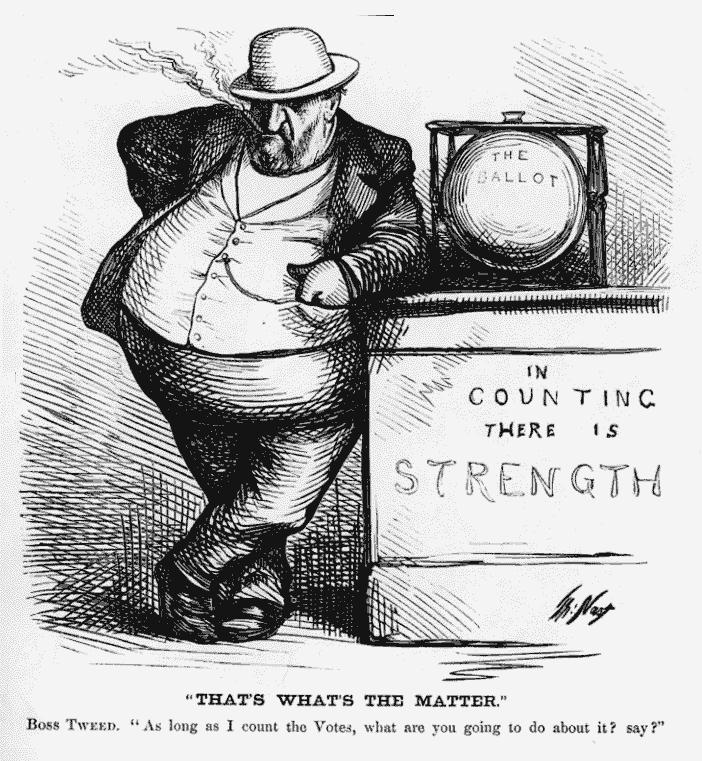
Karikatur von Thomas Nast zu Tweeds Wahlfälschungen.

Der intensive politische Wettbewerb in den USA des Gilded Age (ca. 1876–1914) führte zu aufwendigen Werbekampagnen und kostenintensiven Wahlkämpfen. Veranstaltungen, Werbematerialien und lange Rededuelle prägten diese politische Zeit. Dies alles wurde ohne feste, verlässliche Parteistrukturen organisiert.
Neben New York entwickelten sich auch in vielen anderen Städten und einzelnen Staaten „Parteimaschinen“. Ziel dieser informellen parteipolitischen Organisationen war es, ausreichend Stimmen für anstehende Wahlen zu gewinnen. Sie setzten dabei auf eine streng hierarchische Organisation. An der Spitze stand der boss William Tweed, gefolgt von tenement officers und den einfachen Mitgliedern der machine. Mit Hilfe von teils illegalen Mitteln wie Korruption und Erpressung brachten die Parteimaschinen zunächst Stadtbezirke und Stadtverwaltungen unter Kontrolle. Davon ausgehend strebten sie die Macht in Countys und Bundesstaaten an und hatten schließlich so viel Macht inne, dass sie Parteispenden oder offene Unterstützung mit offiziellen Ämtern, Staatsaufträgen oder Ähnlichem honorieren konnten.
Historiker sind bis heute gespaltener Meinung über die Einschätzung von Parteimaschinen. Einerseits förderten die Maschinen, insbesondere die Tammany Hall, illegale Machenschaften wie Korruption, Erpressung und Straßengewalt und wurden damit Vorreiter mafiöser Strukturen in den USA. So wurden zu Wahlkampfzwecken in den 1850er Jahren kriminelle, irische Banden wie insbesondere die Roach Guards und Dead Rabbits eingesetzt. In den 1920er Jahren in New York City waren es dann deren Nachfolger wie die Eastman Gang. Durch Einwanderungswellen z. B. aus Italien hatte sich der Nationalitätenschwerpunkt unter den Immigranten verschoben, und die Five Points Gang wurde hier zur gewalttätigen Stimmengewinnung eingesetzt. In Chicago waren es z. B. die Ragen’s Colts. Die Banden genossen dadurch politische Protektion für ihre illegalen Aktivitäten; Frank Ragen wurde sogar Polizeichef von Chicago.
Andererseits wurden städtische/kommunale Dienstleistungen organisiert und große Erfolge auf dem Gebiet der Integration von Zuwanderern erzielt.